# Eurypoda antennata
Eurypoda antennata är en skalbaggsart som beskrevs av Saunders 1853. Eurypoda antennata ingår i släktet Eurypoda och familjen långhorningar.
Artens utbredningsområde är Taiwan. Inga underarter finns listade i Catalogue of Life.